# Росковшенко Іван Васильович
Іва́н Васи́льович Росковше́нко  (1809, Штепівка, Лебединський повіт, Харківська губернія, нині Сумська область — 7 травня 1889) — український поет, перекладач та фолкльорист, учасник гуртка харківських романтиків.

## Біографічні відомості
Після закінчення Харківського університету служив у міністерстві юстиції, був помічником редактора «Журнала Министерства Народного Просвещения», з 1839 року — директор гімназій на Кавказі, а згодом на Поділлі та Волині.
Замолоду Іван Росковшенко збирав українські народні пісні, був одним з видавців (разом з Ізмаїлом Срезневським) «Украинского Альманаха» (1831), де друкував свої поетичні твори.

## Твори
Росковшенко — автор віршів на українські теми, перекладач творів Вільяма Шекспіра російською мовою.